# Sophus Bugge
Elseus Sophus Bugge ( 5. januar 1833, Larvik – 8. juli 1907) var en norsk sprogforsker og folklorist bedste kendt for sit arbejde med runealfabetet og den Ældre og Yngre Edda.
Sophus Bugge blev student i Kristiania 1848 og tog filologisk embedseksamen i 1857. Han studerede under historikere som P.A. Munch og Rudolf Keyser og foretog de følgende år med statsstøtte studierejser i udlandet. 1860 blev han universitetsstipendiat i sammenlignende sprogvidenskab, 1864 lektor og 1866 professor i sammenlignende indoeuropæisk sprogforskning og gammelnorsk ved universitetet i Kristiania. 
Bugge har nedlagt sit hovedarbejde i behandlingen af den nordiske kulturudvikling, men har også fundet tid til betydningsfulde arbejde indenfor den sammenlignende lingvistiks område, i latinsk filologi, de gammelitaliske sprogarter oskisk og umbrisk, om det gådefulde etruskisk sprog, armensk, romansk etymologi og sigøjnersprog. Som tekstkritiker har han særlig vundet sig berømmelse med sin udgave af Den ældre Edda (1867).
I 1852 fik Bugge publiceret sin første videnskabelige artikel Om Consonant-Overgange i det norske Folkesprog. Han gjorde en række videnskabelige værk. Allerede som student drog Sophus Bugge til Telemark for at samle norske folkeviser. Han blev en vigtig bidragsyder til Danmarks gamle Folkeviser, som Svend Grundtvig havde begyndt at udgive i 1853. Værket, som er Nordens vigtigste referenceværk for folkevise, blev først afsluttet med bind XII i 1976. 
Hans egen udgivelse af norske folkeviser, Gamle norske Folkeviser (1858) regnes som en forbilledlig videnskabelig udgave. Meningen var at bogen skulle opfølges med flere bind, men dette blev det aldrig noget af, men Bugge er uden tvivl den enkeltsamler som har indsamlet flest norske folkeviser. Mest kendt værk er om Edda-digtningen (1867), studier om gude- og heltesagn (1881-1889) og om runologi.
Kongen udnævnte 21. januar 1896 Bugge til storkors af St. Olavs Orden «for videnskabelig fortjeneste».
I 1903 lavede Gustav Vigeland en byste af Sophus Bugge. Den blev først vist frem på Herregårdssletta i 1924, men står i dag i parken ved Farrishallen.

## Værker
- Gamle norske Folkeviser. Christiania 1858. [Gjenutgitt som Norsk Folkeminnelags skrifter 106. Oslo 1971.]
- Studier over de nordiske Gude- og Heltesagns Oprindelse. Christiania 1881, 1889, 1896.
- Norges Indskrifter med de ældre Runer. Christiania 1891, 1893, 1895, 1902, 1903, 1904, 1905, 1906.
- Bidrag til den ældste Skjaldedigtnings Historie. Kristiania 1894.
- (Sm.m. Moltke Moe): «Torsvisen i sin norske Form ...». Festskrift til Hs. Maj. Kong Oscar II ved Regjerings-Jubilæet den 18de Sept. 1897. II. D. 5. Kristiania 1897.
- Populær-videnskabelige foredrag. Efterladte arbeider. H. Aschehoug & Co. (W. Nygaard). Kristiania 1907.
- (sm.m. Rikard Berge): Norske Eventyr og Sagn. Med Indledning af Moltke Moe. Illustreret med Norsk Folkekunst af Johanna Bugge Berge. Gyldendalske Boghandel Nordisk Forlag. Kristiania 1909.
- (sm.m. Rikard Berge): Norske Eventyr og Sagn. Anden Samling. Illustreret med Norsk Folkekunst af Johanna Bugge Berge. Gyldendalske Boghandel Nordisk Forlag. Kristiania 1913.